# Домінік Ланг
Домінік Ланг (люксемб. Dominique Lang, 15 квітня 1874, Дюделанж — 24 червня 1919) — люксембурзький художник, автор портретів і пейзажів. Один з найвідоміших люксембурзьких художників, він найбільше з імпресіоністів країни наблизився до французьких митців цього напрямку.

## Біографія
Після закінчення навчання в 1901 році Ланг малював у стилі прерафаелітів. В цьому стилі він написав фреску «Хрещення Христа» в церкві комуни  Юнглінстер, потім була робота в новій церкві в Дюделанжі. На державний кошт Ланг чотири місяці вивчав мистецтво у Флоренції та Римі. Ще в Дюделанж він зіткнувся з фінансовими проблемами й негативною критикою своїх картин з боку  Cercle artistique de Luxembourg — об'єднання люксембурзьких художників. Нетривалий час Ланг працював у стилі символізму. До цього періоду відносяться його картини «La jeune fille et la mort» та «La mort entrant dans la maison».
1906 року був прийнятий до Мюнхенської академії мистецтв, де вивчав сучасне мистецтво і імпресіонізм, який мав рішучий вплив на його стиль живопису. Повернувшись до Доделанжу, Ланг відкрив фотостудію, що дозволила йому мати хочаб якийсь прибуток. У 1911 році він одружився з Ганною-Марі Нея, яку можна побачити на багатьох його картинах. В тому ж році він почав працювати вчителем малювання.
Заключний період в житті цього знаменитого портретиста і пейзажиста позначився збільшенням песимізму і страждання — Ланг страждав від важкої мігрені і значного погіршення зору. У віці 45 років 22 червня 1919 року він помер в Шіфланж і був похований у рідному місті Дюделанж.
Домінік Ланг двічі — у 1903 і 1919 роках — одержував Приз великого герцога Адольфа (нагорода Люксембурзького художнього гуртка — об'єднання художників Люксембургу).

## Галерея

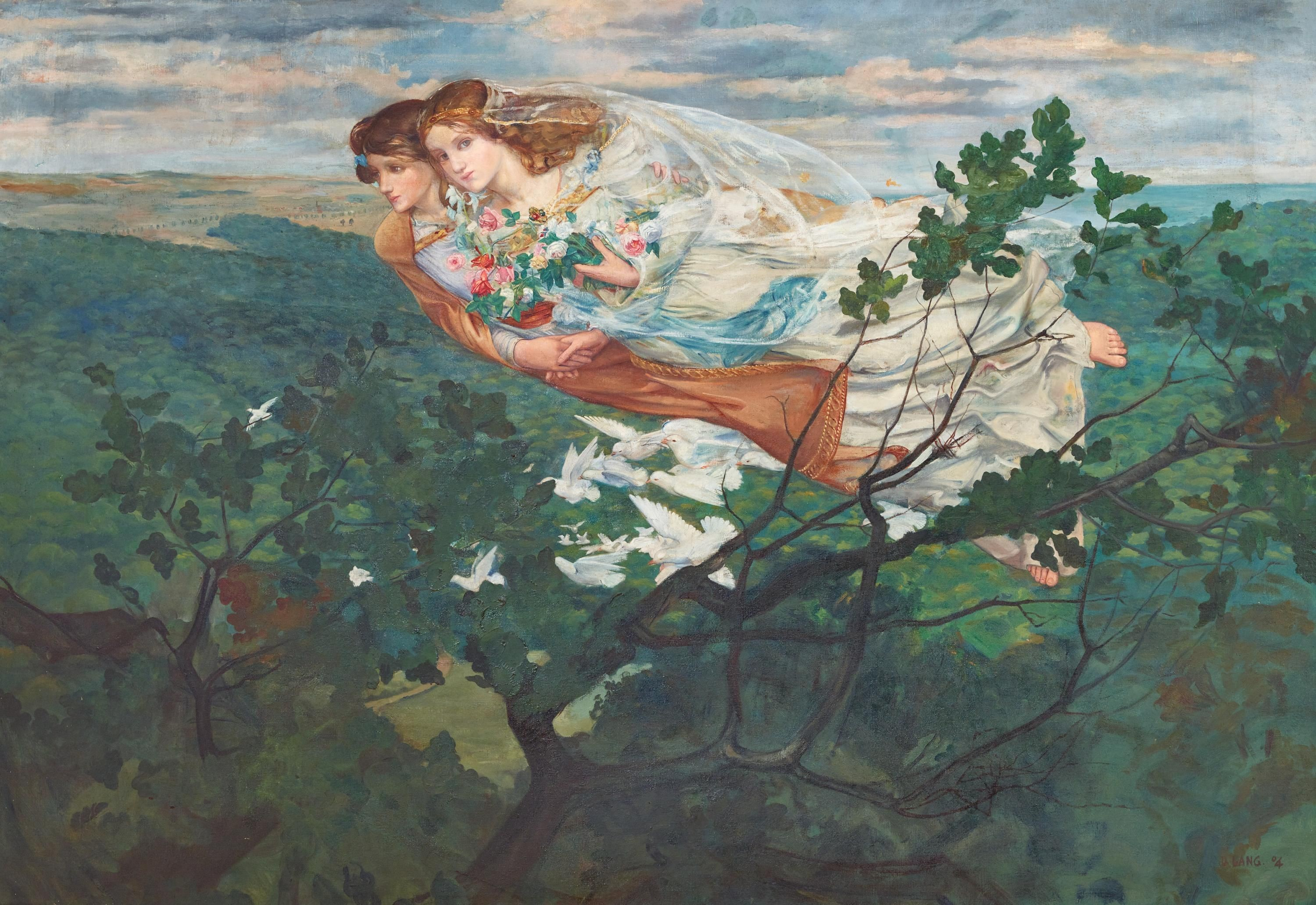
Frühlingsboten. 1904
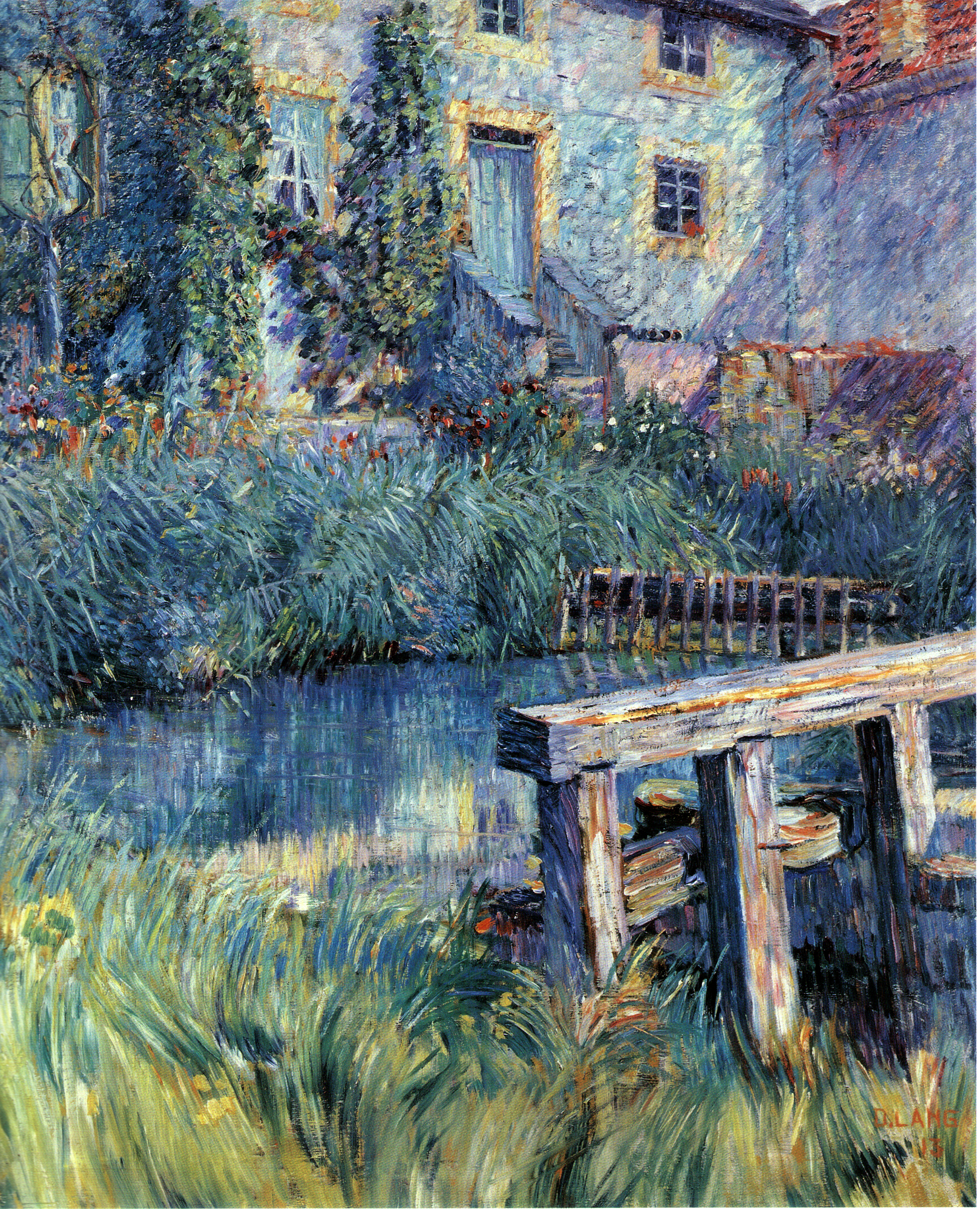
Загата. 1913.
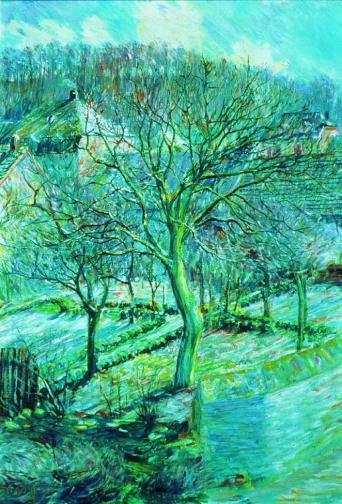
Горіх у весняних сонячних променях. 1915.
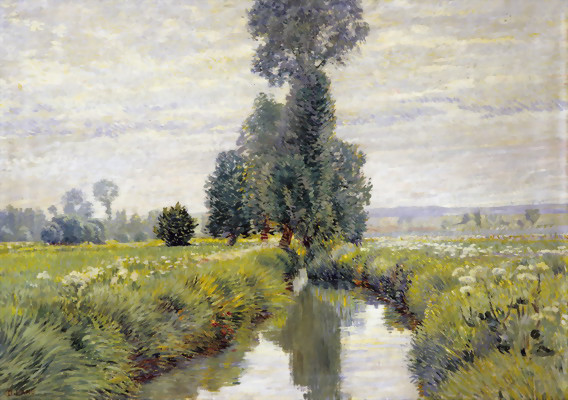
Берег Альзетт. 1915

## Літкратура
- Joseph Petit. Dominique Lang. Impressionniste Luxembourgeois. — Luxembourg, 1953.